# Ateez
Ateez (en hangul, 에이티즈; romanización revisada, Eitijeu) es un grupo masculino surcoreano formado por la agencia KQ Entertainment. Está conformado por ocho integrantes: Seonghwa, Hongjoong, Yunho, Yeosang, San, Mingi, Wooyoung y Jongho. Debutaron el 24 de octubre de 2018  con su miniálbum Treasure EP.1: All to Zero.Ateez fue nombrado como «Los líderes de la próxima generación» por el Ministerio de Cultura, Deportes y Turismo de Corea, considerándolos así los líderes de la cuarta generación del K-pop.

## Carrera

### 2018: Predebut yTreasure EP.1: All to Zero
Antes de su debut el nombre del grupo era KQ Fellaz. KQ Entertainment lanzó una serie en YouTube, KQ Fellaz American Training en la cual ellos viajaron a Los Ángeles para entrenar. Durante esta serie, KQ Entertainment introdujo a un noveno miembro al grupo, Lee Junyoung. Juntos compusieron y coreografiaron una canción, producida por el líder Hongjoong, y entrenada la coreografía en studios Movement Lifestyle y Millennium Dance Complex. Yunho también apareció en una de las performance de Millennium El grupo hizo su primera performance el 18 de mayo. A través de este lanzamiento, KQ Entertainment anunció que Lee Junyoung no iba a estar en el grupo final. Para el final de la serie, KQ Fellaz lanzó la canción, «From», el 3 de julio.
Siguiendo la serie, KQ Entertainment anunció un reality show de KQ Fellaz en el 26 de junio junto con los primeros tres teaser. El segundo teaser fue lanzado el 3 de julio, en el que introdujeron el nombre oficial: Ateez. Por lo tanto, el reality show en una última instancia se llamó Code Name is Ateez. El show fue estrenado en el medio de difusión Mnet el 20 de julio.
El 2 de octubre, a través de SNS oficial, Ateez lanzó una foto teaster anunciando el lanzamiento de su fecha de debut. Además, proporcionó la fecha y localización de su debut showcase: 24 de octubre en Yes24 Livehall. siguiendo este anuncio, subieron consecutivamente teasers en forma de imágenes del 8 al 13. El 24 de octubre, Ateez lanzó su miniálbum: EP, Treasure EP.1: All To Zero. Junto al lanzamiento del álbum hay dos vídeos musicales para las canciones principales «Treasure» y «Pirate King». El álbum alcanzó la posición n.º 7 en Gaon Albums Chart. El grupo tuvo su debut showcase en el mismo día Su primera performance fue el 25 de octubre en la Mnet M Countdown.

### 2019:Treasure EP.2,Treasure EP.3,Treasure EP.Fin, The Expedition Tour y debut en Japón
El 2 de enero, Ateez lanzó una imagen a través de su SNS oficial con un código Morse como título. Más tarde confirmaron su nuevo miniálbum: Treasure EP.2: Zero to One, el 3 de enero con un teaser de seguimiento El 15 de enero, lanzaron un nuevo miniálbum: Treasure EP.2: Zero to One, junto al vídeo musical «Say My Name». Y la performance de «Hala Hala (Hearts Awakened, Live Alive)» fue lanzada el 7 de febrero. El 24 de enero, se anunció su primer Tour, llamado The Expedition Tour, con fechas en las siguientes localidades: Brooklyn, Chicago, Dallas, Atlanta, y Los Ángeles.
El 20 de febrero, anunciaron más fechas de la gira para abril en Londres, Lisboa, París, Berlín, Ámsterdam, Milán, Budapest, Estocolmo, Varsovia, y Moscú. Todas las entradas en los quince shows fueron vendidas.[cita requerida]
El 9 de mayo, se lanzó el vídeo musical de «Promise». El 17 de mayo, Ateez hizo una performance en la KCON 2019 Japan en Chiba, Japón.
El 5 de junio, Ateez anunció un tour en Australia, llamado The Expedition Tour In Australia, con fechas en las localidades de Melbourne el 9 de agosto en la Margaret Court Arena y en Sídney el 11 de agosto en la The Big Top Sydney. El 10 de junio se lanzó su tercer miniálbum: Treasure EP.3: One to All. La canción oficial, «Wave», fue seleccionada a través de votos de los fanáticos. En el mismo día del lanzamiento del álbum, los vídeos musicales de «Wave» y «Illusion» fueron lanzados. El 20 de junio, Ateez ganó su primer premio en el programa M Countdown. El 25 de junio, ellos ganaron su segundo premio, la primera posición en La Decisión del Show (The Show Choice Winner) en el programa de The Show.
El 6 de junio, Ateez realizó una performance en la KCON 2019 NY en Nueva York, Estados Unidos. El 8 de julio, el video musical de «Aurora» fue lanzado. Aurora fue escrita, compuesta y producida por el líder del grupo, Hongjoong. El 16 de agosto, Ateez participó en la KCON Rookies, que era parte de la KCON LA. 
El 17 de agosto, Ateez hizo una performance en el concierto de la KCON 2019 en Los Ángeles. El 19 de agosto, Ateez también participó en la KCON LA After Party. El 20 de agosto, Ateez recibió el premio a la Mejor Performance (Best Performance Award) en los Soribada Awards 2019.
El 18 de septiembre, Ateez anunció su primer álbum: Treasure EP.Fin: All to Action. Una serie de teaser en forma de vídeos y fotos fueron lanzados para el álbum.
Ellos participaron en la KCON de Tailandia el 29 de septiembre.
El 4 de octubre, Ateez realizó una performance en Spotify On Stage 2019 en Yakarta, Indonesia. El 6 de octubre, ellos estuvieron en la Seoul Music Festival (SMUF). El 8 de octubre, Ateez lanzaron su primer álbum de estudio completo, Treasure EP.Fin: All to Action. El vídeo musical de «Wonderland» fue lanzado el mismo día Ellos hicieron una performance en Busan One Asia Festival el 20 de octubre.
El 2 de noviembre, Ateez participó en la Jindai Festa en Yokohama, Japón. El 10 de noviembre, el video musical de su debut en Japón «Utopía» fue lanzado.
El 4 de diciembre, Ateez hizo una performance en la Mnet Asian Music Awards 2019 en Nagoya, Japón, ahí recibieron el premio a la Elección de los Fanáticos en todo el mundo. En el mismo día, Ateez lanzó el álbum de su debut en Japón Treasure EP. EXTRA: Shift The Map.

### 2020:Treasure Epilogue,The Fellowship Tour,Zero: Fever Part.1
El 6 de enero, Ateez lanzó su cuarto EP, Treasure Epilogue: Action to Answer, el final de la serie de Treasure. El video musical de su canción principal «Answer» fue lanzado el mismo día. El video musical de la versión japonesa de «Answer» fue lanzado el 29 de enero.
Ateez anunció una gira por Europa y por Estados Unidos, llamada «The Fellowship Tour». Siendo vendidas todas las entradas en múltiples lugares Sin embargo, debido a las preocupaciones sobre la pandemia del coronavirus, las fechas de la gira en Europa fueron canceladas y algunas pospuestas.
El 8 de mayo, el Korean Cultural and Information Service (KOCIS) nombró a Ateez como los embajadores promocionales del año 2020, haciéndolos oficialmente embajadores de la cultura coreana y del turismo extranjero. Como parte de su embajada, Ateez participó en un desafió nombrado «Overcome Together» para poder fomentar hábitos seguros para evitar el COVID-19. Incapaces de interarticular con los fanáticos en persona. Ateez, el 20 de mayo hizo un concierto virtual gratuito llamado «Crescent Party» en la plataforma V Live con más de 1.4 millones de espectadores. El 26 de junio realizaron la apertura y el cierre en el KCON: TACT 2020, en el cual también realizaron un «meet-and-greet» con los fanáticos.
El 4 de julio, Ateez lanzó un calendario de promoción para su quinto EP, Zero: Fever Part.1, siendo este el primer lanzamiento después del fin de la serie Treasure. Como habían hecho anteriormente con su miniálbum Treasure EP. 3: One to All, se hizo una votación donde los fanes podían votar cual canción iba a ser la principal del álbum. El EP fue lanzado el 29 de julio, siendo también revelado el resultado de la votación. El videoclip de la canción principal «INCEPTION» fue lanzado en el mismo día, y el segundo videoclip «THANXX» fue lanzado el 23 de agosto. Hasta septiembre de 2020, Zero: Fever Part.1 ha vendido más de 347,207 copias físicas en Corea del Sur, lo que lo convierte en el primer álbum de Ateez en lograr una certificación de platino en la lista de Gaon Album Chart. Con esa cantidad de ventas de álbumes, Ateez se ha convertido en el segundo grupo de chicos de la cuarta generación en alcanzar un millón de ventas totales en su periodo de «novatos».
Los días 4 y 5 de agosto, ganaron su 3rd y 4th Win en los programas 'The Show' y 'Show Champion'.
El 22 de agosto, participaron en el programa "Inmortal Songs", haciendo un cover de la canción de Turbo, "Black Cat Nero". También, ganaron el programa convirtiéndolos en el primer grupo rookie de la 4° generación en hacerlo.
El 22 de octubre, anunciaron un reality show llamado "ATEEZ FEVER ROAD", el cual fue emitido a través de KakaoTV a partir del 26 de octubre todos los lunes y jueves.
El 15 de noviembre, eKQ realizó un comunicado anunciando que Mingi no formaría parte de las actividades del grupo hasta nuevo aviso tras ser diagnosticado con ansiedad, mientras que el grupo seguiría promocionando con los 7 miembros restantes.
El 6 de diciembre, ATEEZ asistió a los MAMA 2020, donde ganaron dos premios: 'Discovery Of The Year' y 'Worldwide Fans' Choice'.
El 19 de diciembre, participaron en 'Inmortal Songs: King of Kings', gracias a que ganaron el pasado 22 de agosto, esta vez, ATEEZ hizo un cover de 'Hayeoga', aunque desafortunadamente, perdieron en la segunda ronda.
El 25 de diciembre, presentaron por primera vez su canción 'TO THE BEAT' en los Gayo Daejun, también hicieron un cover de 'GANG' de Rain.

### 2021: Actividades domésticas, KINGDOM,Trilogía FEVER
Ateez regresó a Immortal Songs: Singing the Legend' por tercera vez el 6 de febrero, interpretando un remix de "It's Raining" de Rain y ganando el episodio, convirtiéndolos en el único grupo de chicos de K-pop con múltiples victorias en el programa. 
El 1 de marzo, su sexto EP, Zero: Fever Part.2, fue lanzado junto con un vídeo musical para el sencillo promocional "Fireworks (I'm the One)". 
Ateez recibió su 5th win en el programa de música 'The Show' el 9 de marzo. 
El 24 de marzo, Ateez lanzó su álbum de estudio japonés original Into the A to Z.
Además de sus lanzamientos musicales, Ateez ha comenzado una serie de actividades domésticas en la televisión coreana. 
En marzo, Yeosang se convirtió en uno de los locutores de The Show. 
Cuatro miembros, Yunho, Jongho, Seonghwa y San, participaran en la próxima serie de televisión Imitation, que comenzará a transmitirse el 7 de mayo. 
El grupo apareció en Kingdom: Legendary War, un programa de competencia junto con otros cinco grupos de chicos de K-pop, a partir de abril e hicieron la canción The Real para el último episodio. Quedaron en tercer lugar
Sacaron su primer sencillo en japonés el 28 de julio, titulado "Dreamers"
El 11 de septiembre KQ anunció el séptimo miniálbum de Ateez: ZERO: FEVER Part.3 y se lanzó el 13 del mismo mes, que contó con las pistas de: Eternal Sunshine, Feeling Like I Do, All About You, Rocky, Not Too Late y la canción principal: Deja Vu, y con el video de Eternal Sunshine también
El miniálbum ZERO: FEVER EPILOGUE fue lanzado el 10/12/21 para cerrar el año, con la canción principal Turbulence y el video de la versión Heung de The Real

### 2022:World Tour, Don't Stop, The World Ep.1: The Movement
Ateez realizó sus primeros conciertos offline después de dos años en Seúl del 7 al 9 de enero. La gira mundial 'The Fellowship: Beginning of the End' continuó con seis espectáculos con entradas agotadas en Chicago, Atlanta, Newark, Dallas y Los Ángeles en los Estados Unidos en enero.
El 23 de enero, Ateez ganó el premio principal en los 31st Seoul Music Awards.
El 5 de febrero del 2022 sacaron una canción con la colaboración de Universe Música, titulada Don't Stop. El 3 de febrero, se anunció que Ateez aparecería en 'Global Spin Live' en el Museo de los Grammy el 8 de febrero. Interpretaron varias canciones y participaron en una entrevista, así como en un segmento de preguntas y respuestas de la audiencia en el evento en vivo.
La etapa europea de la gira mundial se reprogramó para fines de abril y mayo, en la que se realizaron ocho shows en Madrid, Londres, París, Berlín y Ámsterdam mientras que se canceló el show de Varsovia. También se anunciaron tres espectáculos adicionales en Yokohama, Japón a mediados de julio. Maddox, cantante y productor del mismo sello discográfico, fue invitado a actuar en las etapas europeas y japonesas de la gira.
El 25 de mayo, Ateez lanzó su segundo EP japonés, Beyond: Zero, con el sencillo principal "Rocky (Boxers Ver.)". El EP ocupó el segundo lugar en la lista de álbumes semanales de Oricon, el segundo en la lista de álbumes semanales de Line Music y el segundo en la lista de ventas de álbumes principales de Billboard Japan.
El 29 de julio, Ateez lanzó su noveno EP coreano The World EP.1: Movement, con el sencillo principal "Guerrilla". Los pedidos anticipados superaron los 1,1 millones de copias, lo que lo convirtió en su primer EP de ventas millonarias.
El 8 de septiembre, se informó que Hongjoong y Yunho habían sido elegidos como DJ para la temporada 3 de Idol Radio de MBC Radio, y que el programa incorporaría los colores de Ateez al adoptar un concepto de "pirata espacial". El 9 de septiembre, Ateez lanzó una banda sonora original para el drama web Mimicus llamado "Let's Get Together". Jongho luego lanzó su primer OST en solitario "A Fairy Tale of Youth" para el programa de variedades Young Actor's Retreat de TVING el 16 de septiembre.
Ateez actuó en varios conciertos conjuntos en Asia durante septiembre y octubre, incluidos Kpop Land 2022 en Yakarta, K-pop Masterz Ep.2 en Manila y Bangkok, KCON 2022 Arabia Saudita en Riad, Powerful Daegu K-pop Concert Restart y KCON 2022 Japón en Tokio. El 8 de octubre, Ateez recibió el premio al Artista del Año Bonsang, así como el premio al Mejor Artista en The Fact Music Awards.
Ateez comenzó su segunda gira mundial del año "The Fellowship: Break The Wall" con dos conciertos con entradas agotadas en Seúl el 29 y 30 de octubre. Luego continuaron con la etapa de la gira en América del Norte, que comprende once espectáculos en Oakland. , Anaheim, Phoenix, Dallas, Chicago, Atlanta, Newark y Toronto. Terminaron la parte de 2022 de esta gira con dos espectáculos en Chiba, Japón. KQ Fellaz 2, un grupo predebut del mismo sello que ATEEZ, fueron los teloneros de todos los shows excepto el de Canadá, presentando al público sus dos canciones predebut. El 26 de noviembre, Jongho lanzó el OST "Gravity" para el drama de JTBC Reborn Rich.
El 30 de noviembre, Ateez lanzó su tercer EP japonés, The World EP.Paradigm, con el sencillo principal "Paradigm". Ocupó el primer lugar en la lista de álbumes semanales de Oricon, así como en la lista de álbumes combinados semanales de Oricon. El álbum también ocupó el primer lugar en Billboard Japan Top Album Sales con 124,584 copias físicas vendidas en la primera semana, lo que lo convierte en el primer EP de Ateez en encabezar estas listas.
El 7 de diciembre lanzaron su OST "Like That" para el anime Lookism, adaptación del webtoon homónimo. El 15 de diciembre, se anunció que el grupo lanzaría el tema de apertura "Limitless" para el anime Duel Masters WIN.
El 22 de diciembre de 2022, la agencia lanzó un tráiler de regreso de su primer álbum sencillo en Corea, Spin Off: From the Witness, que se lanzó el 30 de diciembre de 2022 con su sencillo principal "Halazia". El álbum sencillo hizo que el grupo ingresara al top 10 de Billboard 200 en el número siete y al Top 10 de Billboard's Top Album Sales en el número 2, lo que lo convierte en su tercera y segunda vez respectivamente en las dos listas. Halazia les trajo su victoria número 13 en un programa musical en Music Bank de KBS el 6 de enero.

### 2023: Continuación de la gira mundial "Break The Wall", Limitless,The World EP.2: OutlawyThe World EP.Fin: Will
Después de terminar su promoción nacional de Spin Off: From the Witness, Ateez realizó actividades promocionales, incluidas dos presentaciones, en Japón para su EP The World EP. Paradigma del 29 de enero al 3 de febrero. El 10 de febrero, el grupo inició la etapa europea de la gira mundial "Break The Wall" en Ámsterdam, seguida de ocho presentaciones en Berlín, Bruselas, Londres, Madrid, Copenhague y París. El 15 de febrero, se anunció que Jongho cantaría la banda sonora "Wind" del drama de TvN Our Blooming Youth.
El 15 de febrero, se anunció el lanzamiento de Limitless, su segundo álbum sencillo japonés, para el 22 de marzo. Incluirá la canción de apertura que grabaron para el anime Duel Masters WIN, "Limitless".
Entre abril y mayo, Ateez actuó en múltiples eventos como el 2023 Lovesome Festival en Seúl, el K-POP Super Live en Seúl Festa 2023, el Dance Day Live 2023 en Tokio y KCON Japan 2023 en Chiba. También llevaron a cabo seis conciertos de bis de la Fellowship: Break The Wall tour en Seúl, Tokio y Chiba.
El grupo lanzó su noveno EP The World EP.2: Outlaw el 16 de junio. Se convirtió en el regreso más exitoso del grupo, alcanzando el número 2 en el Billboard 200, el número 1 en el Billboard Top Albums Sales Chart y el número 10 en el UK Officials Albums Chart.
El 17 de junio, Ateez apareció en Inmortal Songs: Singing the Legend por sexta vez. Ellos interpretaron su interpretación de la canción "Highway in the Gale", originalmente cantada por Yoo Jung Seok y ganaron su cuarto trofeo convirtiéndolos en el grupo K-Pop idol con la mayoría de victorias en el programa.
El 8 de julio, Ateez abrió su gira mundial en Asia de The Fellowship: Break The Wall en Taipéi, seguida de conciertos en Hong Kong y Bangkok. Como parte de la gira mundial, celebraron un concierto en solitario en Jeddah el 20 de julio, convirtiéndose en el primer grupo idol de cuarta generación en hacerlo. El 23 de agosto continuaron con la etapa latinoamericana de la gira mundial con espectáculos en Ciudad de México, São Paulo, Santiago y Bogotá. El 9 de septiembre reanudaron su parte asiática de la gira con un concierto celebrado en Singapur. Cerraron la gira el 16 con un show en Manila.
El 1 de diciembre, el grupo lanzó su segundo álbum de estudio, The World EP.Fin: Will. El álbum alcanzó el número 1 en el Billboard 200, el número 1 en el Billboard Top Albums Sales Chart y el número 2 en el UK Officials Album Chart. Venderon más de 1,7 millones de copias en la primera semana, convirtiéndose en su tercer álbum vendido después de "The World EP.1: Movement" y "The World EP.2: Outlaw". Este álbum también les valió su primera corona triple en KBS Music Bank.
El 27 de diciembre se anunció que Hongjoong y Yunho dejarían de ser DJs para la MBC Idol Radio.

### 2024 - Actualidad: Gira Mundial "Towards the Light: Will to Power",Not Okay
Ateez comenzó el año abriendo su gira mundial "Towards the Light: Will to Power" en Seúl, Corea del Sur. Los conciertos agotados se celebraron los días 27 y 28 de enero en el Estadio Indoor Jamsil. La gira continuó mientras actuaban en el Saitama Super Arena en Saitama, Japón el 3 y 4 de febrero, que fueron vendidos en ambos días.
El 28 de febrero, Ateez lanzó su tercer sencillo japonés "Not Okay". Debutó el número 2 en Oricon Singles Daily Chart, el número 1 en Recochoku Daily Album Chart, el número 2 en Billboard Japan Top Singles Sales Chart y el número 4 en Billboard Japan Hot 100 Chart.
El 5 de marzo se anunció que Yeosang renunciaría a ser coanfitrión de The Show de SBS MTV después de tres años.
El 12 y 19 de abril, Ateez se convirtió en el primer grupo masculino de K-pop en participar en Coachella, uno de los mayores festivales musicales del mundo. El 20 de abril, Ateez fue invitado a lanzar el primer lanzamiento para los Dodgers de Los Ángeles en un partido de MLB contra los Mets. El 26 de abril, Ateez actuó en la exposición de Cartier 'Cristalization of Time' en Corea. El 28 de abril, actuaron en la cena de gala del Cartier High Jewelry. El 30 de abril, Jongho lanzó la canción "A Day" para la banda sonora del drama de tvN Lovely Runner.
El 25 de mayo, Yunho lanzó el primer lanzamiento para los KIA Tigers en un partido contra los Doosan Bears en Gwangju.[192] El mismo día, Wooyoung lanzó el primer lanzamiento para los Lotte Giants contra los Samsung Lions en Busan.[193] El 26 de mayo Ateez actuó en el Festival 'AKARAKA' de la Universidad de Yonsei. El 29 de mayo actuaron en el Festival Universitario Sungkyunkwan.[194] El 31 de mayo, Ateez lanzó su décimo EP Golden Hour: Part.1 junto con el sencillo principal "Work" y su video musical. El EP debutó en el Billboard 200, en el Billboard Top Albums Sales Chart, en el UK Official Albums Chart, en el UK Official Physical Albums Chart y en el Billboard Japan Top Albums Sales Chart. El grupo también se convirtió en el primer acto musical surcoreano en anotar tres nuevos títulos en el top 10 del ranking de álbumes oficiales del Reino Unido. Vendieron más de 1,5 millones de copias en la primera semana, convirtiéndolo en su cuarto álbum con un millón de ventas.
El 2 de junio, Ateez actuó en el K-Wave Concert Inkigayo. El 10 de junio, hicieron su debut en la televisión estadounidense en The Kelly Clarkson Show. El 15 de junio, Jongho hizo su segunda aparición en solitario en Immortal Songs: Singing the Legend. El 23 de junio, Ateez se convirtió en el primer acto musical surcoreano en interpretar y encabezar el festival Mawazine, el segundo festival musical más grande del mundo. El grupo tomó el escenario OLM Souissi como uno de los dos artistas programados para tocar ese día y atrajo una multitud enorme de espectadores. Los días 28 y 29 de junio actuaron en el festival de música BEAT AX Vol.4, celebrado en la Makuhari Messe en Chiba, Japón  y el 30 de junio actuaron en Show! El núcleo musical en Japón.
El 1 de julio, Ateez colaboró con el grupo japonés Be:First para el sencillo "Hush-Hush". Los días 6 y 7 de julio celebraron su fanmeeting titulado 'ATINY's Voyage: From A to Z' en Seúl. El 14 de julio, Ateez se embarcó en su gira mundial North American Leg of the Towards the Light: Will to Power con espectáculos en Tacoma, Oakland, Los Ángeles, Phoenix, Arlington, Duluth, Nueva York, Washington D. C., Toronto y Rosemont.

## Artesía
Estilo musical y temas líricos
Según Rolling Stone India, Ateez mezcla hip-hop, trap, dubstep y pop para crear su sonido de firma. De sabores del Medio Oriente, rastros de indie pop, casa tropical, synthwave, y tram-infused mermeladas lentas han creado una fuerte identidad singular sin sacrificar la creatividad y la variedad. Sus pistas del lado B exploran y presentan varios lados del grupo. El grupo se asegura de estar profundamente involucrado en la composición, producción y conceptualización de cada álbum. La mayoría de sus letras son motivacionales y giran en torno al trabajo en equipo, el éxito, la unión y la confianza. Sus sencillos principales tienden a ser himnicos e incitan un sentido de euforia en su audiencia.
Según Forbes, el arte multifacético de Ateez se refleja en su estilo y mensajes centrados en la juventud. Sus letras profundizan en el proceso de crecimiento y toma de decisiones que los humanos experimentan durante la adolescencia. Earmilk describe la discografía del grupo como una potente combinación de hip-hop y tram electrónica. Y que es oscuro y de audaz musicalidad. USA Today describe la música del grupo como una "naturaleza variada", que destaca su versatilidad y adaptabilidad.

ATEEZ siempre ha asumido nuevos desafíos en términos de sonidos y géneros a lo largo de los diversos álbumes que hemos lanzado hasta ahora. Honestamente, creo que hemos disfrutado desafiándonos a probar cosas nuevas porque no hay necesidad de limitarnos a un género específico si la música puede destacar y reunir las fortalezas de los miembros individuales. Aunque hemos tenido canciones donde nos centramos en un estilo más cinematográfico y dramático para seguir una historia, también entendemos la alegría del entretenimiento que se puede encontrar en la música misma. Esta pista lo lleva a la vanguardia, aún más audaz en sonido y creativo en la mezcla de las habilidades únicas de cada miembro. Estoy emocionado por poder seguir mostrando la identidad distinta de ATEEZ dentro de un marco que creamos para nosotros mismos a través de varios desafíos musicales y actuaciones.
— Hongjoong para la revista 1883
Actuaciones y conceptos escénicos
Rolling Stone India observó que Ateez creó intriga con sus movimientos de baile pulido y expresiones faciales convincentes. A diferencia de la mayoría de los grupos que dependen de una fórmula específica del concepto para su debut, Ateez se centra en su ejecución en el escenario. Su trabajo cumple con los estándares de producción cinematográfica de la industria K-pop y la inclinación por narrativas ocultas, pero el simbolismo reside en sus movimientos.Se mueven como relojes, detalles intrincados tejidos sin costura en cada pieza de coreografía y sus expresiones faciales son llamativas.
Consecuencia describió que el grupo tiende a explorar varios géneros pero sobresale en espectáculos explosivos y teatrales. Su concepto de grupo incorpora imágenes piratas.

## Otros proyectos

### Embajadorías
El 8 de mayo de 2020, el Ministerio de Cultura, Deportes y Turismo de Corea nombró a Ateez como su embajador de 2020 para ayudar a promover la cultura coreana y el turismo en el extranjero. El grupo participó en el desafío "Overcome Together" para alentar prácticas más seguras para evitar el COVID-19 y sirvió como embajador del Talk Talk Korea Contest en 2020.
El 14 de abril de 2021, San fue nombrado Embajador de Relaciones Públicas de Namhae, su ciudad natal en la provincia de Gyeongsang del Sur, Corea del Sur.

### Apoyos
El 28 de enero de 2021, Ateez filmó un anuncio para LG webOS TV. El 14 de abril, San fue nombrado Embajador de Relaciones Públicas de Namhae, su ciudad natal en la provincia de Gyeongsang del Sur, Corea del Sur. El 1 de julio se anunció que los miembros Hongjoong y Yunho participarían en la Campaña Pepsi Taste of Korea de 2021 en colaboración con los artistas de K-pop Rain, Brave Girls y Monsta X para la canción "Summer Taste", que fue lanzada el 14 de julio.
El 3 de febrero de 2022, Ateez colaboró con la tienda de moda online Poshmark. El 14 de julio, Ateez fue anunciado como embajador global de la marca de cosméticos coreanos Mirel.
El 5 de septiembre de 2023, Hongjoong fue nombrado uno de los embajadores de la casa francesa de moda de lujo Balmain. Fue apodado "El Príncipe Balmain" por la marca de moda.
El 5 de enero de 2024, Ateez fue seleccionado por la marca cosmética Pacific como su modelo de marca. El 21 de marzo, Ateez fue revelado como el modelo exclusivo para Cafe BomBom. El 22 de marzo, Ateez fue seleccionado como nuevo embajador de la marca farmacéutica japonesa ROHTO UV.

### Filantropía
El 31 de agosto de 2020 se anunció que los miembros de Ateez Mingi y Yeosang participarán en Star Bookstore, una campaña de donación de relé en la que celebridades leen libros a niños en situaciones desfavorecidas. Los audiobooks que cada miembro grabó superaron 10.000 vistas en un día después de su lanzamiento, lo que llevó a una donación de ₩2 millones de Happy Bean en nombre de los dos miembros a varias organizaciones de bienestar en Corea. El 14 de septiembre, Ateez fue anunciada como embajadora del Hombre Polido, una iniciativa recaudativa de fondos para programas de prevención y recuperación de traumas para jóvenes sobrevivientes de la violencia. El miembro de Ateez Hongjoong había aumentado la conciencia de la campaña desde el debut de Ateez pintando una de sus uñas, lo que llevó a los fanes a crear páginas de recaudación de fondos en el sitio web del hombre polido para recaudar cientos de dólares en 2019 y principios de 2020 antes que Ateez se asociara oficialmente con la campaña. En julio de 2021, los fondos recaudados mediante la asociación con el Hombre Polished han superado los 30.000 dólares.
El 15 de mayo de 2021, Ateez apareció en Identity 2021, una recaudación de fondos en directo por Amazon Music en honor al Mes del Patrimonio Americano del Pacífico Asiático. La campaña recaudó más de 20.000 dólares para la beca musical Pacific Bridge Arts y el Fondo Comunitario Gold House AAPI.
En noviembre de 2022, tras la aplastante multitud de Halloween de Seúl, Ateez donó ₩100 millones a la Asociación Hope Bridge Korea de Socorro de Desastres, utilizando los beneficios de sus conciertos para apoyar a los afectados por el accidente.
En el mismo mes, se confirmó que el miembro de Ateez Hongjoong donó ₩10 millones a World Vision Corea bajo el nombre de "Atiny", la base de fanes de Ateez. La ONG anunció que iba hacia el proyecto Dreaming Children.
En marzo de 2023, el miembro de Ateez San donó ₩5 millones a su ciudad natal Namhae a través del Programa de donación de amor en el hogar. La ciudad expresó su esperanza de utilizar los beneficios para proyectos de desarrollo regional y proyectos de bienestar de la juventud. Además, San recibió conjuntos de carne Hanwoo valorados en 1,5 millones de dólares del gobierno local por su donación, que en su lugar optó por donar a 22 hogares monoparentales en Namhae. En noviembre, se informó de que el miembro de Ateez Hongjoong donó ₩50 millones (38.680 dólares) a la Fundación de Leucemia Infantil de Corea para ayudar a los niños diagnosticados con cáncer u otras enfermedades incurables. La cantidad donada fue de la venta de billetes de "Walker A" (una exposición fotográfica realizada para celebrar su cumpleaños) y su contribución monetaria a la causa.

## Miembros
| Nombre artístico | Nombre artístico | Nombre real    | Nombre real | Fecha de nacimiento               | Lugar de nacimiento                          | Puesto                                  | Ref           |
| Romanización     | Hangul           | Romanización   | Hangul      | Fecha de nacimiento               | Lugar de nacimiento                          | Puesto                                  | Ref           |
| ---------------- | ---------------- | -------------- | ----------- | --------------------------------- | -------------------------------------------- | --------------------------------------- | ------------- |
| Seonghwa         | 성화             | Park Seong-hwa | 박성화      | 3 de abril de 1998 (27 años)      | Jinju, Corea del Sur                         | Vocalista, bailarín y sub rapero        | [ 43 ]        |
| Hongjoong        | 홍중             | Kim Hong-joong | 김홍중      | 7 de noviembre de 1998 (26 años)  | Anyang, Provincia de Gyeonggi, Corea del Sur | Capitán, rapero principal y compositor  | [ 44 ]        |
| Yunho            | 윤호             | Jeong Yun-ho   | 정윤호      | 23 de marzo de 1999 (26 años)     | Gwangju, Corea del Sur                       | Bailarín principal y vocalista          | [ 45 ]        |
| Yeosang          | 여상             | Kang Yeo-sang  | 강여상      | 15 de junio de 1999 (26 años)     | Incheon, Corea del Sur                       | Visual, Bailarín y vocalista            | [ 46 ]        |
| San              | 산               | Choi San       | 최산        | 10 de julio de 1999 (26 años)     | Namhae-gun, Corea del Sur                    | Vocalista y bailarín principal          | [ 47 ]        |
| Mingi            | 민기             | Song Min-gi    | 송민기      | 09 de agosto de 1999 (26 años)    | Incheon, Corea del Sur                       | Rapero principal, bailarín y compositor | [ 48 ] [ 49 ] |
| Wooyoung         | 우영             | Jung Woo-young | 정우영      | 26 de noviembre de 1999 (25 años) | Goyang, Provincia de Gyeonggi, Corea del Sur | Bailarín principal y vocalista          | [ 50 ]        |
| Jongho           | 종호             | Choi Jong-ho   | 최종호      | 12 de octubre de 2000 (24 años)   | Provincia de Gangwon, Corea del Sur          | Vocalista principal, bailarín y maknae  | [ 51 ]        |

## Discografía

### Álbumes de estudio

#### Álbumes Coreanos
| Título                                                                       | Detalles | Posiciones | Posiciones | Posiciones | Posiciones | Posiciones | Posiciones | Posiciones | Posiciones | Posiciones | Posiciones | Ventas                                             | Certificaciones                         |
| Título                                                                       | Detalles | KOR        | AUS Dig.   | FRA Dig.   | GER        | HUN        | JPN        | UK         | US         | US Heat.   | US World   | Ventas                                             | Certificaciones                         |
| ---------------------------------------------------------------------------- | --- | ---------- | ---------- | ---------- | ---------- | ---------- | ---------- | ---------- | ---------- | ---------- | ---------- | -------------------------------------------------- | --------------------------------------- |
| Treasure EP.Fin: All to Action                                               | - Lanzamiento: 8 de octubre de 2019 - Disquera: KQ Entertainment - Formatos: CD, descarga digital, streaming                | 1          | 32         | 53         | —          | 15         | —          | —          | —          | 10         | 7          | - KR: 248,581 - US: 1,000                          |                                         |
| The World EP.Fin: Will                                                       | - Lanzamiento: 1 de diciembre de 2023 - Disquera: KQ Entertainment, RCA, Legacy - Formatos: CD, descarga digital, streaming | 1          | —          | —          | 11         | 21         | 3          | 2          | 1          | —          | 1          | - KR: 1,798,803 - JPN: 87,422 (Phy.) - US: 146,000 | - KMCA: Million - KMCA: Platinum (Mini) |
| "—" denotes releases that did not chart or were not released in that region. | |            |            |            |            |            |            |            |            |            |            |                                                    |                                         |

#### Álbumes Japoneses
| Título                           | Detalles | Posiciones | Posiciones | Posiciones | Posiciones | Posiciones | Posiciones | Ventas               |
| Título                           | Detalles | KR         | AU Dig.    | FR Dig.    | JP         | US Heat.   | US World   | Ventas               |
| -------------------------------- | --- | ---------- | ---------- | ---------- | ---------- | ---------- | ---------- | -------------------- |
| Treasure EP.Extra: Shift the Map | - Lanzamiento: 4 de diciembre de 2019 (JP) - Discográfica: Nippon Columbia - Formatos: CD, descarga digital y streaming | —          | —          | —          | 9          | —          | —          | - JP: 13,113 (Fís.)  |
| Into the A to Z                  | - Lanzamiento: 24 de marzo de 2021 (JP) - Disquera: Nippon Columbia - Formatos: CD, CD+DVD, descarga digital, streaming | —          | —          | —          | 7          | —          | —          | - JPN: 11,868 (Fís.) |

### Álbumes
| Título                                                                       | Detalles | Posiciones | Posiciones | Posiciones | Posiciones | Posiciones | Posiciones | Posiciones | Posiciones | Posiciones | Posiciones | Ventas                                             | Certificaciones     |
| Título                                                                       | Detalles | KOR        | AUS Dig.   | BEL (FL)   | CAN        | HUN        | JPN        | UK         | US         | US Heat.   | US World   | Ventas                                             | Certificaciones     |
| ---------------------------------------------------------------------------- | --- | ---------- | ---------- | ---------- | ---------- | ---------- | ---------- | ---------- | ---------- | ---------- | ---------- | -------------------------------------------------- | ------------------- |
| Treasure EP.1: All to Zero                                                   | - Lanzamiento: 24 de octubre de 2018 (KOR) - Disquera: KQ Entertainment - Formatos: CD, descarga digital, streaming           | 7          | —          | 153        | —          | 39         | —          | —          | —          | —          | 9          | - KR: 108,161 - US: 10,000                         |                     |
| Treasure EP.2: Zero to One                                                   | - Lanzamiento: 15 de enero de 2019 - Disquera: KQ Entertainment - Formatos: CD, descarga digital, streaming                   | 6          | —          | —          | —          | —          | —          | —          | —          | 7          | 5          | - KR: 128,119 - US: 1,000                          |                     |
| Treasure EP.3: One to All                                                    | - Lanzamiento: 10 de junio de 2019 - Disquera: KQ Entertainment - Formatos: CD, descarga digital, streaming                   | 2          | 35         | 180        | —          | 14         | 25         | —          | —          | 9          | 8          | - KR: 214,081 - JPN: 4,370 (Phy.) - US: 1,000      |                     |
| Treasure Epilogue: Action to Answer                                          | - Lanzamiento: 6 de enero de 2020 - Disquera: KQ Entertainment - Formatos: CD, descarga digital, streaming                    | 1          | —          | 144        | —          | 19         | 31         | —          | —          | 18         | 5          | - KR: 208,123 - JPN: 1,472 (Phy.) - US: 3,000      |                     |
| Zero: Fever Part.1                                                           | - Lanzamiento: 29 de julio de 2020 - Disquera: KQ Entertainment - Formatos: CD, descarga digital, streaming                   | 1          | —          | 41         | —          | 9          | 9          | —          | —          | —          | 6          | - KR: 409,096 - JPN: 10,845 (Phy.)                 | - KMCA: Platinum    |
| Zero: Fever Part.2                                                           | - Lanzamiento: 1 de marzo de 2021 - Disquera: KQ Entertainment - Formatos: CD, descarga digital, streaming                    | 1          | —          | 113        | —          | 18         | 10         | —          | —          | 9          | 8          | - KR: 514,515 - JPN: 11,254 (Phy.)                 | - KMCA: 2× Platinum |
| Zero: Fever Part.3                                                           | - Lanzamiento: 13 de septiembre de 2021 - Disquera: KQ Entertainment, RCA, Legacy - Formatos: CD, descarga digital, streaming | 2          | —          | 47         | —          | 14         | 9          | —          | 42         | —          | 1          | - KR: 737,124 - JPN: 15,921 (Phy.)                 | - KMCA: 2× Platinum |
| Zero: Fever Epilogue                                                         | - Lanzamiento: 10 de diciembre de 2021 - Disquera: KQ Entertainment, RCA, Legacy - Formatos: CD, descarga digital, streaming  | 1          | —          | 35         | —          | 17         | 9          | —          | 73         | —          | 1          | - KR: 418,417 - JPN: 18,124 (Phy.)                 | - KMCA: Platinum    |
| The World EP.1: Movement                                                     | - Lanzamiento: 29 de julio de 2022 - Disquera: KQ Entertainment, RCA, Legacy - Formatos: CD, descarga digital, streaming      | 1          | 15         | 21         | —          | 19         | 4          | —          | 3          | —          | 1          | - KR: 1,002,031 - JPN: 42,057 - US: 100,000        | - KMCA: Million     |
| The World EP.2: Outlaw                                                       | - Lanzamiento: 16 de junio de 2023 - Disquera: KQ Entertainment, RCA, Legacy - Formatos: CD, descarga digital, streaming      | 1          | —          | 3          | —          | 12         | 1          | 10         | 2          | —          | 1          | - KR: 1,501,632 - JPN: 83,243 (Phy.) - US: 101,000 | - KMCA: Million     |
| Golden Hour: Part.1                                                          | - Lanzamiento: 31 de mayo de 2024 - Disquera: KQ Entertainment, RCA, Legacy - Formatos: CD, descarga digital, streaming       | 1          | —          | 25         | —          | 35         | 1          | 4          | 2          | —          | 1          | - KR: 1,642,558 - JPN: 42,665 - US: 191,000        | - KMCA: Million     |
| Golden Hour: Part.2                                                          | - Lanzamiento: 15 de noviembre de 2024 - Disquera: KQ Entertainment, RCA, Legacy - Formatos: CD, descarga digital, streaming  | 4          | —          | —          | 94         | —          |            | 4          | 1          | —          | 1          | - KR: 782,592 - US: 179,000                        |                     |
| "—" denotes releases that did not chart or were not released in that region. | |            |            |            |            |            |            |            |            |            |            |                                                    |                     |

### Sencillos
| Sencillo | Año  | Posiciones | Posiciones | Posiciones | Posiciones | Posiciones | Posiciones | Posiciones | Ventas                | Álbum                               |
| Sencillo | Año  | KO         | KR Hot.    | HUN        | JPN        | JPN Hot    | NZ Hot     | US World   | Ventas                | Álbum                               |
| --- | ---- | ---------- | ---------- | ---------- | ---------- | ---------- | ---------- | ---------- | --------------------- | ----------------------------------- |
| "해적왕" (Pirate King) | 2018 | —          | —          |            |            |            |            | —          |                       | Treasure EP.1: All to Zero          |
| "Treasure" | 2018 | —          | —          |            |            |            |            | —          |                       | Treasure EP.1: All to Zero          |
| "Say My Name" | 2019 | —          | —          |            |            |            |            | 8          |                       | Treasure EP.2: Zero to One          |
| "Illusion" | 2019 | —          | 70         |            |            |            |            | 23         |                       | Treasure EP.3: One to All           |
| "Wave" | 2019 | —          | —          |            |            |            |            | 17         |                       | Treasure EP.3: One to All           |
| "Wonderland" | 2019 | —          | —          |            |            |            |            | 6          | - US: 1,000           | Treasure EP.Fin: All to Action      |
| "Answer" | 2020 | —          | —          |            |            |            |            | 6          | - US: 1,000           | Treasure Epilogue: Action to Answer |
| "Inception" | 2020 | —          | —          |            |            |            |            | 9          |                       | Zero: Fever Part.1                  |
| "THANXX" | 2020 | —          | —          |            |            |            |            | 18         |                       | Zero: Fever Part.1                  |
| "Fireworks (I'm The One)" | 2021 | 148        | —          |            |            |            |            | 6          |                       | Zero: Fever Part.2                  |
| "Still Here" | 2021 |            |            |            |            |            |            | 24         |                       |                                     |
| "Dreamers" | 2021 |            |            |            | 2          | 24         |            | 16         | - JPN: 38,414 (phy.)  |                                     |
| "Deja Vu" | 2021 | 49         | —          |            |            |            |            | 4          |                       | Zero: Fever Part.3                  |
| "Eternal Sunshine" | 2021 | —          | —          |            |            |            |            | —          |                       | Zero: Fever Part.3                  |
| "The Real" (Heung version) (멋 (흥:興 Ver.))                                                                                                 | 2021 | 149        | —          |            |            |            |            | 6          |                       | Zero: Fever Epliogue                |
| "Turbulence" (야간비행) | 2021 | —          | —          |            |            |            |            | 9          |                       | Zero: Fever Epliogue                |
| "Guerrilla" | 2022 | 67         | —          |            |            |            | 39         | 5          |                       | The World Ep.1: Movement            |
| "Halazia" | 2022 | 155        | —          |            |            |            | 7          | 2          |                       | Spin Off: From the Witness          |
| "Limitless" | 2023 |            |            |            | 2          | 6          |            |            | - JPN: 72,717 (phy.)  |                                     |
| "Bouncy (K-Hot Chilli Peppers)" | 2023 | 33         |            | 34         |            |            | 8          | 4          |                       |                                     |
| "Crazy Form" (미친 폼) | 2023 | 33         |            |            |            |            | 17         | 3          |                       |                                     |
| "Not Okay" | 2024 |            |            |            | 2          |            |            |            | - JPN: 216,682 (phy.) |                                     |
| "Work" | 2024 | 57         |            |            |            |            | 24         | 1          |                       |                                     |
| "Hush-Hush" (with Be:First) | 2024 |            |            |            |            | 1          |            | 9          |                       |                                     |
| "Royal" (with Be:First) | 2024 |            |            |            |            | 22         |            |            |                       |                                     |
| "Birthday" | 2024 |            |            |            | 3          | 4          |            |            | - JPN: 122,947 (phy.) |                                     |
| "Ice on My Teeth" | 2024 | 175        |            |            |            |            | 25         | 6          |                       |                                     |
| "—" denota lanzamientos que no entraron en las listas o no fueron lanzados en esa región. "*" denota que la lista no existía en ese momento. |      |            |            |            |            |            |            |            |                       |                                     |

### Otras Canciones
| Sencillo                                                                            | Año  | Posiciones | Posiciones | Posiciones | Ventas | Álbum                               |
| Sencillo                                                                            | Año  | KR         | KR Hot     | US World   | Ventas | Álbum                               |
| ----------------------------------------------------------------------------------- | ---- | ---------- | ---------- | ---------- | ------ | ----------------------------------- |
| "지평선" (Horizon)                                                                  | 2020 | —          | —          | 18         |        | Treasure Epilogue: Action to Answer |
| "Take Me Home"                                                                      | 2021 | —          | —          | 16         |        | Zero: Fever Part.2                  |
| "The Real" (멋)                                                                     | 2021 | —          | —          | 6          |        | Kingdom Final: Who Is the King?     |
| "Be My Lover" (바다 보러 갈래?) (with Kim Jong-kook)                                | 2021 | —          | —          | 17         |        | Season Songs                        |
| "The Black Cat Nero" (검은 고양이 네로)                                             | 2021 | —          | —          | 21         |        | Season Songs                        |
| "White Love" (여름날의 겨울동화)                                                    | 2021 | —          | —          | 25         |        | Season Songs                        |
| "—" denota que no se encontraron en ninguna posición o no se publicaron en esa zona |      |            |            |            |        |                                     |

## Videografía

### Videoclips
| Año  | Videoclip                                           | Directores                            | Coreógrafo(s)                                                | Nota                                 | Ref.    |
| ---- | --------------------------------------------------- | ------------------------------------- | ------------------------------------------------------------ | ------------------------------------ | ------- |
| 2018 | "From"                                              |                                       | Ateez                                                        | Predebut como KQ Fellaz              |         |
| 2018 | "해적왕" (Pirate King)                              | Lee Gi-baek (Tiger Cave)              | 홍재민 (BB Trippin), Rie Hata y ATEEZ                        | Vídeo Performance                    | [ 114 ] |
| 2018 | "Treasure"                                          | Lee Gi-baek (Tiger Cave)              | 홍재민 (BB Trippin) y Anze Skrube                            | Debut                                | [ 115 ] |
| 2019 | "Hala Hala" (Hearts Awakened, Live Alive)           | Jason Kim (FLIPEVIL)                  | 홍재민 (BB Trippin)                                          | Vídeo Performance                    | [ 117 ] |
| 2019 | "Say My Name"                                       | Jason Kim (FLIPEVIL)                  | 홍재민 (BB Trippin), Anze Skrube, Josh Smith y Johnny Erasme |                                      | [ 117 ] |
| 2019 | "Promise"                                           |                                       |                                                              | Videoclip Especial de M2             |         |
| 2019 | "Illusion"                                          | Jason Kim (FLIPEVIL)                  | 홍재민 (BB Trippin), Anze Skrube y Johnny Blaze              |                                      | [ 119 ] |
| 2019 | "Wave"                                              | Jason Kim (FLIPEVIL)                  | 홍재민 (BB Trippin), Anze Skrube y Johnny Blaze              |                                      | [ 120 ] |
| 2019 | "Aurora"                                            |                                       | 홍재민 (BB Trippin)                                          |                                      |         |
| 2019 | "Aurora" (NY Edition)                               | Studio CHOOM                          | 홍재민 (BB Trippin)                                          | Edición Especial en Nueva York de M2 |         |
| 2019 | "Wonderland"                                        | Jason Kim (FLIPEVIL)                  | 홍재민 (BB Trippin), Anze Skrube, Johhny Blaze y Josh Smith  |                                      | [ 123 ] |
| 2019 | "Utopia"                                            | Junwoo Lee (Salt Film)                | 홍재민 (BB Trippin)                                          | Debut en Japón                       | [ 124 ] |
| 2020 | "Answer"                                            | Jason Kim (FLIPEVIL)                  | 홍재민 (BB Trippin) y Anze Skrube                            |                                      | [ 126 ] |
| 2020 | "Answer (Versión Japonesa)"                         | Jason Kim (FLIPEVIL)                  | 홍재민 (BB Trippin) y Anze Skrube                            | Versión Japonesa                     | [ 127 ] |
| 2020 | "INCEPTION"                                         | Seong Wonmo (Digipedi)                | 홍재민 (BB Trippin)                                          |                                      |         |
| 2020 | "THANXX"                                            | Lee Gi-baek (Tiger Cave)              | 홍재민 (BB Trippin), Melvin Timtim                           |                                      |         |
| 2021 | ‘불놀이야 (I'm The One)’                            | Jason Kim (FLIPEVIL)                  | BB Trippin, Anze Skrube, Josh Smith                          |                                      |         |
| 2021 | "Dreamers"                                          | Zanybros                              |                                                              | Primer sencillo digital japonés      |         |
| 2021 | "Be My Lover" (바다 보러 갈래?) con (Kim Jong-kook) | Lee Gi-Baek (Tiger Cave)              | BB Trippin                                                   | Sencillo Colaborativo                |         |
| 2021 | "Deja Vu"                                           | Yeom Woojin                           | BB Trippin, Melvin Timtim                                    |                                      |         |
| 2021 | "Eternal Sunshine"                                  | Lee Gi-Baek (Tiger Cave)              | BB Trippin, Keone Madrid                                     |                                      |         |
| 2021 | "야간비행 (Turbulence)"                             | Seong Wonmo, Chung Ki Youl (Digipedi) | BB Tripin, Lyle Beniga                                       |                                      |         |
| 2021 | "멋(The Real) (흥 : 興 Ver.)"                       | Seong Wonmo, Chung Ki Youl (Digipedi) | BB Trippin, Rie Hata                                         |                                      |         |
| 2022 | "Don't Stop"                                        | Shin Hee-Won (STWT)                   |                                                              | Universe Music                       |         |
| 2022 | "Guerrilla"                                         | Moon Seokho, Seong Wonmo              | BB Trippin, Sienna Lalau                                     |                                      | [ 128 ] |
| 2022 | "Paradigm"                                          | Lee Minju, Lee Hayoung (MOSWANTD)     | BB Trippin                                                   | 3rd Japan EP Performance ver.        |         |
| 2022 | "Halazia"                                           | Seong Wonmo, Moon Seokho (Digipedi)   | BB Trippin                                                   |                                      |         |

### Otros videos
| Año  | Videoclip                                 | Directores             | Ref.    |
| ---- | ----------------------------------------- | ---------------------- | ------- |
| 2020 | "Zero : Fever Part.1 'Diary Film'"        | Seong Wonmo (Digipedi) | [ 129 ] |
| 2022 | "The World 'Movement' Official Trailer 1" | Seong Wonmo (Digipedi) |         |
| 2022 | "The World 'Movement' Official Trailer 2" | Seong Wonmo (Digipedi) |         |
| 2022 | "Spin Off : From The Witness Prologue"    | Seong Wonmo (Digipedi) |         |

## Filmografía

### Televisión
| Año  | Título                            | Network | Episodios    | Nota                                    |
| ---- | --------------------------------- | ------- | ------------ | --------------------------------------- |
| 2018 | Code Name Is ATEEZ (작전명 ATEEZ) | Mnet    | 8 episodios  | Reality show de predebut                |
| 2019 | Ateez Treasure Film               | Mnet    | 3 episodios  | Reality show grabado en Australia y EUA |
| 2021 | Salary Lupin ATEEZ                | Mnet    | 7 episodios  |                                         |
| 2021 | Kingdom: Legendary War            | Mnet    | 10 episodios |                                         |

### Shows en línea
| Año          | Título                            | Network          | Episodios    | Nota                                         |
| ------------ | --------------------------------- | ---------------- | ------------ | -------------------------------------------- |
| 2018         | KQ Fellaz 미국 연수기             | Youtube          | 19 episodios | Entrenamiento predebut en Los Ángeles        |
| 2019         | Ateez Wanted                      | Youtube          | 8 episodios  |                                              |
| 2019         | Ateez Long Journey                | Mnet             | 4 episodios  |                                              |
| 2020         | Ateez 82 Challenge                | Hello82          | 8 episodios  |                                              |
| 2020         | Ateez Fever Road                  | KakaoTv, Youtube | 8 episodios  |                                              |
| 2021         | GGULlog.zam ATEEZ: Holiday        | UNIVERSE         | 7 episodios  |                                              |
| 2021         | Pirate Reboot: The Five Treasures | UNIVERSE         | 10 episodios |                                              |
| 2021         | The Man of ATEEZ                  | KakaoTv, Youtube | 5 episodios  | Colaboración especial con Kim Jong-kook      |
| 2021         | Ssap-Dance                        | UNIVERSE         | 6 episodios  |                                              |
| 2021         | Parasite Challenge Double Up      | UNIVERSE         | 8 episiodios |                                              |
| 2021         | Do Not Disturb                    | UNIVERSE         | 8 episodios  |                                              |
| 2022         | Ateez Wanted Special              | Youtube          | 10 episodios |                                              |
| 2022         | Update My Profile                 | UNIVERSE         | 2 episodios  |                                              |
| 2022         | Stressor Thing                    | UNIVERSE         | 8 episodios  |                                              |
| 2022         | The Vikings                       | UNIVERSE         | 8 episodios  | Secuela de Pirate Reboot: The Five Treasures |
| 2022         | The Curse of the Money Hole       | UNIVERSE         | 8 episodios  |                                              |
| 2022         | Real Now - Ateez                  | UNIVERSE         | 7 episodios  |                                              |
| 2022         | TMT Ateez                         | UNIVERSE         | 3 episodios  |                                              |
| 2022         | Gae Ppang Meong Ateez             | UNIVERSE         | 6 episodios  |                                              |
| 2022         | Hello TEEZ-MON                    | Youtube          | 12 episodios |                                              |
| 2023         | Idol 1N2D (2 Days 1 Night)        | Youtube          | 2 episodios  |                                              |
| 2022-present | WANTEEZ                           | Youtube          |              | Temporadas 3                                 |

## Tours y conciertos

### The Expedition Tour
| Fecha                | Ciudad                      | Lugar                 | Ref.            |
| -------------------- | --------------------------- | --------------------- | --------------- |
| 15 de marzo de 2019  | Los Ángeles, Estados Unidos | Globe Theater         | [ 130 ]         |
| 17 de marzo de 2019  | Dallas, Estados Unidos      | Granada Theater       |                 |
| 20 de marzo de 2019  | Chicago, Estados Unidos     | Park West             |                 |
| 22 de marzo de 2019  | Atlanta, Estados Unidos     | Center Stage Theater  |                 |
| 24 de marzo de 2019  | Nueva York, Estados Unidos  | Warsaw                |                 |
| 3 de abril de 2019   | Londres, Reino Unido        | O2 Forum Kentish Town | [ 131 ]         |
| 5 de abril de 2019   | Lisboa, Portugal            | Lisboa ao Vivo        |                 |
| 7 de abril de 2019   | París, Francia              | Le Bataclan           |                 |
| 9 de abril de 2019   | Berlín, Alemania            | Astra Kulturhaus      |                 |
| 12 de abril de 2019  | Ámsterdam, Países Bajos     | Q Factory             |                 |
| 14 de abril de 2019  | Milán, Italia               | Magazzini Generali    |                 |
| 16 de abril de 2019  | Budapest, Hungría           | Durer Kert            |                 |
| 18 de abril de 2019  | Estocolmo, Suecia           | Fryshuset Klubben     |                 |
| 19 de abril de 2019  | Varsovia, Polonia           | Palladium             |                 |
| 21 de abril de 2019  | Moscú, Rusia                | Izvestia Hall         |                 |
| 9 de agosto de 2019  | Melbourne, Australia        | Margaret Court Arena  | [ 132 ] [ 133 ] |
| 11 de agosto de 2019 | Sídney, Australia           | Big Top Sydney        | [ 132 ] [ 134 ] |

### The Fellowship: Map The Treasure Tour
| Fecha                  | Ciudad                      | Lugar                         | Ref. |
| ---------------------- | --------------------------- | ----------------------------- | ---- |
| 8-9 de febrero de 2020 | Corea del Sur, Seúl         | Olympic Hall                  |      |
| 17 de abril de 2020    | Newark, Estados Unidos      | Prudential Center             |      |
| 19 de abril de 2020    | Chicago, Estados Unidos     | Wintrust Arena                |      |
| 21 de abril de 2020    | Atlanta, Estados Unidos     | Infinity Energy Center        |      |
| 23 de abril de 2020    | Dallas, Estados Unidos      | The Theatre at Grande Prairie |      |
| 26 de abril de 2020    | Los Ángeles, Estados Unidos | The Forum                     |      |
| 14 de marzo de 2020    | Madrid, España              | Palacio Vista alegre          |      |
| 17 de marzo de 2020    | París, Francia              | AccorHotels Arena             |      |
| 20 de marzo de 2020    | Londres, Reino Unido        | The SSE Arena, Wembley        |      |
| 22 de marzo de 2020    | Ámsterdam, Países Bajos     | AFAS Live                     |      |
| 25 de marzo de 2020    | Berlín, Alemania            | Mercedes Benz Arena           |      |
| 27 de marzo de 2020    | Varsovia, Polonia           | WARSZAWA EXPO XXI             |      |
| 29 de marzo de 2020    | Moscú, Rusia                | Adrenaline Stadium            |      |

Ninguno de los conciertos llegó a realizarse, exceptuando las dos fechas en Seúl, Corea del Sur, debido a la crisis sanitaria que ha provocado el COVID-19. Ante esta situación, la promotora y la discográfica del grupo decidieron posponer el World Tour. El 14 de noviembre se anunció que el grupo volverá a retomar su gira mundial en 2022 habiendo anunciado 3 fechas en Seúl, 5 en Estados Unidos (Chicago, Atlanta, Newark, Dallas y Los Ángeles) y 6 fechas en Europa (Ámsterdam, Londres, París, Berlín, Warsaw y Madrid).

### The Fellowship: Beginning of the End (2022)
| Fecha                  | Ciudad                      | Lugar                 | Ref. |
| ---------------------- | --------------------------- | --------------------- | ---- |
| 7-9 de enero de 2022   | Corea del Sur, Seúl         | Olympic Hall          |      |
| 18 de enero de 2022    | Chicago, Estados Unidos     | Wintrust Arena        |      |
| 20 de enero de 2022    | Atlanta, Estados Unidos     | Gas South Arena       |      |
| 24 de enero de 2022    | Newark, Estados Unidos      | Prudential Center     |      |
| 27 de enero de 2022    | Dallas, Estados Unidos      | Texas Trust CU Center |      |
| 30-31 de enero de 2022 | Los Ángeles, Estados Unidos | The Forum             |      |
| 23-24 de abril de 2022 | Madrid, España              | Palacio Vistalegre    |      |
| 30 de abril de 2022    | Londres, Reino Unido        | OVO Arena, Wembley    |      |
| 1 de mayo de 2022      | Londres, Reino Unido        | OVO Arena, Wembley    |      |
| 4 de mayo de 2022      | París, Francia              | Accor Arena           |      |
| 8-9 de mayo de 2022    | Berlín, Alemania            | Mercedez Benz Arena   |      |
| 12 de mayo de 2022     | Ámsterdam, Países Bajos     | AFAS LIVE             |      |
|                        | Warsaw, Polonia             | Torwar                |      |
| 16-18 de julio de 2022 | Yokohoma, Japón             | PIA ARENA MM          |      |

### The Fellowship: Break The Wall (2022-23)
| Date                    | Ciudad              | País           | Lugar                 |
| Asia                    | Asia                | Asia           | Asia                  |
| ----------------------- | ------------------- | -------------- | --------------------- |
| 29 de octubre de 2022   | Seúl                | Corea de Sur   | Jamsil Indoor Stadium |
| 30 de octubre de 2022   | Seúl                | Corea de Sur   | Jamsil Indoor Stadium |
| América de Norte        |                     |                |                       |
| 5 de noviembre de 2022  | Oakland             | Estados Unidos | Oakland Arena         |
| 7 de noviembre de 2022  | Anaheim             | Estados Unidos | Honda Center          |
| 8 de noviembre de 2022  | Anaheim             | Estados Unidos | Honda Center          |
| 10 de noviembre de 2022 | Phoenix / Glendale  | Estados Unidos | Gila River Arena      |
| 16 de noviembre de 2022 | Dallas / Fort Worth | Estados Unidos | Dickies Arena         |
| 19 de noviembre de 2022 | Chicago             | Estados Unidos | Wintrust Arena        |
| 21 de noviembre de 2022 | Atlanta             | Estados Unidos | State Farm Arena      |
| 22 de noviembre de 2022 | Atlanta             | Estados Unidos | State Farm Arena      |
| 27 de noviembre de 2022 | Newark              | Estados Unidos | Prudential Center     |
| 28 de noviembre de 2022 | Newark              | Estados Unidos | Prudential Center     |
| 2 de diciembre de 2022  | Toronto / Hamilton  | Canadá         | FirstOntario Centre   |
| Asia                    |                     |                |                       |
| 11 de diciembre de 2022 | Chiba               | Japón          | Makuhari Messe        |
| 12 de diciembre de 2022 | Chiba               | Japón          | Makuhari Messe        |
| Europa                  |                     |                |                       |
| 10 de febrero de 2023   | Ámsterdam           | Países Bajos   | Ziggo Dome            |
| 14 de febrero de 2023   | Berlín              | Alemania       | Mercedes-Benz Arena   |
| 15 de febrero de 2023   | Berlín              | Alemania       | Mercedes-Benz Arena   |
| 18 de febrero de 2023   | Bruselas            | Bélgica        | Palais 12             |
| 22 de febrero de 2023   | Londres             | Inglaterra     | The O2 Arena          |
| 28 de febrero de 2023   | Madrid              | España         | Wizink Center         |
| 4 de marzo de 2023      | Copenhague          | Dinamarca      | Royal Arena           |
| 7 de marzo de 2023      | París               | Francia        | Accor Arena           |
| 8 de marzo de 2023      | París               | Francia        | Accor Arena           |
| Latinoamérica           |                     |                |                       |
| 23 de agosto de 2023    | Ciudad de México    | México         | Arena CDMX            |
| 26 de agosto de 2023    | São Paulo           | Brasil         | Allianz Parque        |
| 30 de agosto de 2023    | Santiago            | Chile          | Movistar Arena        |
| 3 de septiembre de 2023 | Bogotá              | Colombia       | Coliseo Live          |

## Premios y nominaciones
| Ceremonia                    | Año  | Categoría                                      | Nominado(s)/Trabajo(s)              | Resultado           | Ref. |
| ---------------------------- | ---- | ---------------------------------------------- | ----------------------------------- | ------------------- | ---- |
| APAN Music Awards            | 2020 | Mejor grupo masculino (Global)                 | Ateez                               | Nominado            |      |
| APAN Music Awards            | 2020 | APAN Top 10 (Bonsang)                          | Ateez                               | Nominado            |      |
| Asia Artist Awards           | 2020 | Popularity Award – Cantante masculino          | Ateez                               | Nominado            |      |
| Asia Artist Awards           | 2021 | AAA RET Popularity Award – Grupo masculino     | Ateez                               | Nominado            |      |
| Asia Artist Awards           | 2021 | U+Idol Live Popularity Award – Grupo masculino | Ateez                               | Nominado            |      |
| Asia Model Awards            | 2020 | Popular Star Award – Hombre (cantante)         | Ateez                               | Ganador             |      |
| Billboard Music Awards       | 2024 | Mejor Álbum de K-Pop                           | "The World EP.Fin: Will"            | Resultado Pendiente |      |
| Blue Dragon Series Awards    | 2022 | Mejor entretenedor masculino                   | Ateez                               | Preseleccionado     |      |
| Blue Dragon Series Awards    | 2022 | Mejor entretenedor nuevo masculino             | Ateez                               | Preseleccionado     |      |
| Edaily Culture Awards        | 2023 | Premio Mejor Concierto                         | The Fellowship: Break The Wall      | Ganador             |      |
| Edaily Culture Awards        | 2023 | Grand Prize (Daesang)                          | Ateez                               | Nominado            |      |
| The Fact Music Awards        | 2020 | Global Hottest Artist                          | Ateez                               | Ganador             |      |
| The Fact Music Awards        | 2020 | Popularity Award                               | Ateez                               | Nominado            |      |
| The Fact Music Awards        | 2020 | Fan N Star Choice Award － Cantante            | Ateez                               | Nominado            |      |
| The Fact Music Awards        | 2021 | Artista del año(Bonsang)                       | Ateez                               | Ganador             |      |
| The Fact Music Awards        | 2021 | Popularity Award                               | Ateez                               | Nominado            |      |
| The Fact Music Awards        | 2021 | Fan N Star Choice Award － Cantante            | Ateez                               | Nominado            |      |
| The Fact Music Awards        | 2022 | Artista del año (Bonsang)                      | Ateez                               | Ganador             |      |
| The Fact Music Awards        | 2022 | Mejor intérprete                               | Ateez                               | Ganador             |      |
| The Fact Music Awards        | 2023 | Artista del año (Bonsang)                      | Ateez                               | Ganador             |      |
| Forbes Korea Awards          | 2022 | El mejor fandom                                | Ateez                               | Ganador             |      |
| Gaon Chart Music Awards      | 2021 | Álbum del año – 1.er Cuarto                    | Treasure Epilogue: Action to Answer | Nominado            |      |
| Gaon Chart Music Awards      | 2021 | Álbum del año – 3.er Cuarto                    | Zero: Fever Part.1                  | Nominado            |      |
| Gaon Chart Music Awards      | 2021 | Mubeat Global Choice Award – Masculino         | Ateez                               | Nominado            |      |
| Gaon Chart Music Awards      | 2021 | World Rookie del Año                           | Ateez                               | Ganador             |      |
| Gaon Chart Music Awards      | 2022 | Mubeat Global Choice Award – Hombre            | Ateez                               | Nominado            |      |
| Genie Music Awards           | 2019 | El Mejor Artista nuevo Masculino               | Ateez                               | Nominado            |      |
| Golden Disc Awards           | 2020 | Disc Bonsang                                   | Treasure EP.Fin: All to Action      | Nominado            |      |
| Golden Disc Awards           | 2020 | Artista más popular                            | Ateez                               | Nominado            |      |
| Golden Disc Awards           | 2020 | Next Generation Award                          | Ateez                               | Ganador             |      |
| Golden Disc Awards           | 2020 | Rookie del año                                 | Ateez                               | Nominado            |      |
| Golden Disc Awards           | 2021 | Disc Bonsang                                   | Zero: Fever Part.1                  | Nominado            |      |
| Golden Disc Awards           | 2021 | Curaprox Popularity Award                      | Ateez                               | Nominado            |      |
| Golden Disc Awards           | 2021 | QQ Music Popularity Award                      | Ateez                               | Nominado            |      |
| Golden Disc Awards           | 2022 | Álbum Bonsang                                  | Zero: Fever Part.3                  | Nominado            |      |
| Golden Disc Awards           | 2022 | Premio al Artista Más Popular                  | Ateez                               | Nominado            |      |
| Hanteo Music Awards          | 2021 | Artist Award – Grupo masculino                 | Ateez                               | Nominado            |      |
| Hanteo Music Awards          | 2021 | Premio inicial de Chodong Record               | Ateez                               | Ganador             |      |
| Hanteo Music Awards          | 2023 | Artista del Año - Bonsang                      | Ateez                               | Ganador             |      |
| Hanteo Music Awards          | 2023 | Top Performer global                           | Ateez                               | Ganador             |      |
| iHeartRadio Music Awards     | 2024 | Canción K-Pop del año                          | "Bouncy (K-Hot Chilli Peppers)"     | Nominado            |      |
| iHeartRadio Music Awards     | 2024 | Mejor Fandom                                   | Atiny                               | Nominado            |      |
| K Global Heart Dream Awards  | 2023 | Premio K Global a la Mejor Gira Mundial        | Ateez                               | Ganador             |      |
| K Global Heart Dream Awards  | 2023 | K Global Bonsang (Premio Principal)            | Ateez                               | Ganador             |      |
| Korea Grand Music Awards     | 2024 | Mejor Canción                                  | "Crazy Form"                        | Ganador             |      |
| Korea Grand Music Awards     | 2024 | Elección de Gran Honor (Daesang)               | Ateez                               | Ganador             |      |
| Mnet Asian Music Awards      | 2019 | Artista del Año                                | Ateez                               | Nominado            |      |
| Mnet Asian Music Awards      | 2019 | Mejor Nuevo Artista Masculino                  | Ateez                               | Nominado            |      |
| Mnet Asian Music Awards      | 2019 | Worldwide Icono del Año                        | Ateez                               | Nominado            |      |
| Mnet Asian Music Awards      | 2019 | Worldwide Fans' Choice Top 10                  | Ateez                               | Ganador             |      |
| Mnet Asian Music Awards      | 2020 | Worldwide Icono del Año                        | Ateez                               | Nominado            |      |
| Mnet Asian Music Awards      | 2020 | Worldwide Fans' Choice Top 10                  | Ateez                               | Ganador             |      |
| Mnet Asian Music Awards      | 2020 | Descubrimiento del año                         | Ateez                               | Ganador             |      |
| Mnet Asian Music Awards      | 2020 | Best Dance Performance – Grupo masculino       | "Inception"                         | Nominado            |      |
| Mnet Asian Music Awards      | 2020 | Canción del Año                                | "Inception"                         | Nominado            |      |
| Mnet Asian Music Awards      | 2021 | Worldwide Fans' Choice Top 10                  | Ateez                               | Nominado            |      |
| Mnet Asian Music Awards      | 2022 | Worldwide Fans' Choice Top 10                  | Ateez                               | Nominado            |      |
| Mnet Asian Music Awards      | 2023 | Worldwide Icon Of The Year                     | Ateez                               | Ganador             |      |
| Mnet Asian Music Awards      | 2023 | Favorite Global Performer - Grupo Masculino    | Ateez                               | Ganador             |      |
| Mnet Asian Music Awards      | 2024 | Álbum del Año                                  | "The World EP.Fin: Will"            | Nominado            |      |
| Mnet Asian Music Awards      | 2024 | Worldwide Fans' Choice Top 10                  | Ateez                               | Nominado            |      |
| MTV Europe Music Awards      | 2019 | Mejor Acto Coreano                             | Ateez                               | Ganador             |      |
| Mubeat Awards                | 2019 | Mejor Canción                                  | "Wonderland"                        | Ganador             |      |
| Mubeat Awards                | 2019 | Mejor Ending Fairy                             | "Wonderland"                        | Nominado            |      |
| Mubeat Awards                | 2019 | Mejor Artista Nuevo Masculino                  | Ateez                               | Nominado            |      |
| Mubeat Awards                | 2019 | Mejor grupo de Interpretación                  | Ateez                               | Nominado            |      |
| Mubeat Awards                | 2020 | Artista del Año                                | Ateez                               | Nominado            |      |
| Mubeat Awards                | 2020 | Canción del Año                                | "Inception"                         | Nominado            |      |
| Mubeat Awards                | 2020 | Mejor grupo de interpretación                  | "Inception"                         | Nominado            |      |
| Mubeat Awards                | 2021 | Artista del Año                                | Ateez                               | Nominado            |      |
| Mubeat Awards                | 2021 | Canción del Año                                | "Deja Vu"                           | Nominado            |      |
| Mubeat Awards                | 2021 | MV del Año                                     | "Deja Vu"                           | Nominado            |      |
| Mubeat Awards                | 2021 | Mejor interpretación                           | "Deja Vu"                           | Nominado            |      |
| Seoul Music Awards           | 2020 | K-Wave Award                                   | Ateez                               | Nominado            |      |
| Seoul Music Awards           | 2020 | Popularity Award                               | Ateez                               | Nominado            |      |
| Seoul Music Awards           | 2020 | Rookie del Año                                 | Ateez                               | Nominado            |      |
| Seoul Music Awards           | 2021 | Main Award (Bonsang)                           | Ateez                               | Ganador             |      |
| Seoul Music Awards           | 2021 | K-Wave Popularity Award                        | Ateez                               | Nominado            |      |
| Seoul Music Awards           | 2021 | Popularity Award                               | Ateez                               | Nominado            |      |
| Seoul Music Awards           | 2021 | WhosFandom Award                               | Ateez                               | Nominado            |      |
| Seoul Music Awards           | 2022 | Main Award (Bonsang)                           | Ateez                               | Ganador             |      |
| Seoul Music Awards           | 2022 | K-wave Popularity Award                        | Ateez                               | Nominado            |      |
| Seoul Music Awards           | 2022 | Popularity Award                               | Ateez                               | Nominado            |      |
| Seoul Music Awards           | 2022 | U+Idol Live Best Artist Award                  | Ateez                               | Nominado            |      |
| Seoul Music Awards           | 2023 | Main Award (Bonsang)                           | Ateez                               | Nominado            |      |
| Seoul Music Awards           | 2023 | K-wave Popularity Award                        | Ateez                               | Nominado            |      |
| Seoul Music Awards           | 2023 | Popularity Award                               | Ateez                               | Nominado            |      |
| Soribada Best K-Music Awards | 2019 | Performance Award                              | Ateez                               | Ganador             |      |
| Soribada Best K-Music Awards | 2019 | Popularity Award – Masculino                   | Ateez                               | Nominado            |      |
| Soribada Best K-Music Awards | 2020 | Popularity Award – Masculino                   | Ateez                               | Nominado            |      |
| Soribada Best K-Music Awards | 2020 | Global Artist Award                            | Ateez                               | Nominado            |      |